# Mischa Elman
Mischa (Mikhail Saulovich) Elman (en rus: Михаил Саулович Эльман, (Talnoye, Umansky Uyezd, governació de Kíev, Imperi Rus (avui Talne, Ucraïna). 20 de gener, 1891 - Nova York (USA), 5 d'abril, 1967), va ser un violinista rus-nord-americà famós pel seu estil apassionat, bell to artístic i impecable, i musicalitat.

## Joventut
Moses o Moishe Elman va néixer en una família jueva, el seu avi Yosele Elman era un klezmer, un músic tradicional jueu professional que tocava el violí, i el seu pare Saul Iosipovich Elman era un violinista melamed i aficionat. Quan Mischa era molt jove, es va fer evident que tenia un to perfecte, però el seu pare va dubtar sobre una carrera com a músic, ja que els músics no eren molt alts en l'escala social. Finalment va cedir, i va donar a Mischa un violí en miniatura, en el qual aviat va aprendre diverses cançons per ell mateix. Poc després, el van portar a Odessa, on va estudiar a l'Acadèmia Imperial de Música. Pablo Sarasate li va fer una recomanació, afirmant que podria convertir-se en un dels grans talents d'Europa. Va fer una audició per a Leopold Auer als 11 anys, interpretant el Concert de Wieniawski núm. 2 i el 24è Caprice de Paganini. Auer va quedar tan impressionat que va fer ingressar Elman al Conservatori de Sant Petersburg.
Elman encara era només un nen quan Auer va organitzar que toqués amb la famosa orquestra Colonne durant la seva visita a Pavlovsk. Coneixent l'odi d'Édouard Colonne als nens prodigis, Auer no li va dir l'edat d'Elman a l'hora de fer els arranjaments, i no fins que el famós director d'orquestra va veure el jove Mischa esperant pujar a l'andana es va adonar que havia contractat un nen. Estava furiós i es va negar rotundament a continuar amb el programa. Es van fer intents frenètics per assegurar-li que Elman tenia la recomanació del mateix Auer i era capaç de fer justícia a la música, però Colonne va ser inflexible: "Encara no he actuat mai amb un nen i em nego a començar ara", va dir i va replicar. Així que l'Elman va haver de tocar amb acompanyament de piano mentre el director i l'orquestra escoltaven. Segons Elman: En aquell moment tenia onze anys. Quan Colonne em va veure, el violí a la mà, disposat a pujar a l'escenari, es va aixecar i va dir amb èmfasi: "Jo toco amb un prodigi! Mai!' Res el podia moure, i vaig haver de tocar amb un acompanyament de piano. Després d'haver-me escoltat tocar, però, es va acostar a mi i em va dir: "La millor disculpa que puc demanar pel que vaig dir és demanar-te que em facis l'honor de tocar amb l'Orchestre Colonne de París". Era tan bo com la seva paraula. "Quatre mesos després vaig anar a París i li vaig tocar el concert de Mendelssohn amb gran èxit."

## Carrera
El 1903, Elman va començar a tocar a les cases de rics mecenes de les arts, i va fer el seu debut a Berlín el 1904, creant una gran sensació. El seu debut a Londres el 1905 va incloure l'estrena britànica del Concert per a violí en la menor' d'Alexander Glazunov. Va tocar al Carnegie Hall el 1908, causant una gran impressió en el seu públic nord-americà. Va fer una gira per Austràlia l'estiu de 1914. Després de l'esclat de la Primera Guerra Mundial a Europa, Elman va tornar als Estats Units i es va unir amb la seva família a l'octubre de 1914.
El 1917, va ser elegit membre d'honor de la fraternitat de música "Phi Mu Alpha Sinfonia". Mischa es va convertir en ciutadà dels Estats Units el 1923. De vegades va actuar en fins a 107 concerts en una temporada de 29 setmanes. El 1943, va estrenar el segon concert de Bohuslav Martinů, que va ser escrit per a ell. Les vendes dels discos de Mischa van superar els dos milions.
Un acompanyant freqüent en obres de cambra durant la primera carrera nord-americana d'Elman va ser Emmanuel Bay, que va néixer exactament el mateix dia que Elman, el 20 de gener de 1891. Però Elman també va actuar i gravar amb Josef Bonime, Carroll Hollister, Wolfgang Rosé i altres, i a partir de 1950, el seu constant acompanyant i company de recital va ser Joseph Seiger.
També va actuar breument i va fer enregistraments amb el "Mischa Elman String Quartet". Elman va morir al seu apartament el 5 d'abril de 1967, a Manhattan, Nova York, unes hores després de completar un assaig amb Seiger. Està enterrat al cementiri de Westchester Hills a Hastings-on-Hudson, Nova York.

## Llegat
El llegat gravat d'Elman va abastar més de sis dècades. Els seus primers discs de 78 rpm es van fer per a Pathé, a París, l'any 1906; les seves últimes sessions d'LP van ser per a Vanguard, a Nova York, el 1967.
La major part de la seva discografia va ser gravada per a Victor Talking Machine Company/RCA Victor, amb qui va mantenir una relació exclusiva fins al 1950. A partir de llavors, va gravar per a Decca/London i més tard per al segell Vanguard. Lamentablement, els discos d'Elman mai s'han reeditat en CD de manera sistemàtica (mentre que gairebé tots els enregistraments que va fer el seu contemporani Jascha Heifetz ja fa anys que estan disponibles en CD).